# Rosalba obliqua
Rosalba obliqua là một loài bọ cánh cứng trong họ Cerambycidae.